# یکجانبه‌گرایی
یک‌جانبه‌گرایی هر گونه آموزه یا برنامه‌ای است که از اقدام یک‌جانبه حمایت می‌کند. چنان اقدامی ممکن است با بی‌اعتنایی به جانب‌های دیگر یا همراه با ابراز تعهد به سمت‌وسویی است است که دیگر جانب‌ها با آن موافق باشند. یک‌جانبه‌گرایی نوواژه‌ای ست که به‌عنوان نقیضی برای چندجانبه‌گرایی رایج شده‌است. این آموزه بر منفعت‌های مشارکت تعداد هرچه‌بیشترِ جانب‌ها تأکید دارد.
این دو لفظ به همراه یکدیگر ممکن است به تفاوت‌هایی در رویکردهای سیاست خارجی به مسائل بین‌المللی اشاره کنند. وقتی توافق جانب‌های متعدد لازم است —مثلاً در زمینهٔ سیاست‌های تجارت بین‌المللی— حامیان یک‌جانبه‌گرایی معمولاً توافقات دوجانبه را ترجیح می‌دهند.
منظور از یک جانبه گرایی، سیاستی است که برپایۀ آن، یک کشور برای تأمین امنیت و منافع  ملی اش تنها بر منافع خود تکیه نماید. کشورها می توانند دارای رویکرد  یکجانبه گرایانه باشند؛ اما هم در امور بین المللی شرکت فعال داشته باشند و هم بر  تواناییها و راه حل های خود تکیه کنند. چنین دولتهایی عملاً خود را بی نیاز از دیگر دولت ها دانسته و بر توانایی های خود در مقابله با عقاید باور دارند، و لذا دلیلی برای ایجاد تعهد در مقابل سایر  دولتها نمیبینند.  